# Ferdinand Ahuis
Ferdinand Ahuis (* 21. Mai 1942 in Hilten, Landkreis Grafschaft Bentheim) ist ein evangelischer Theologe. Er war von 1993 bis 2007 Hauptpastor an der Hauptkirche St. Nikolai am Klosterstern zu Hamburg.

## Werdegang
Ferdinand Ahuis wurde als Sohn eines Schmiedes und Schlossers geboren und wuchs in Veldhausen, einem Dorf im Landkreis Grafschaft Bentheim, auf. 1961 machte er am Gymnasium Nordhorn das Abitur und studierte bis 1967 in Göttingen und Heidelberg, 1968–1969 in Richmond/Virginia, USA. Im Jahre 1974 promovierte er an der Universität Heidelberg im Fach Altes Testament zum Dr. theol.
Nach dem Vikariat in Northeim, Madrid und Hildesheim war er von 1972 bis 1981 Pastor in der St. Sixti-Kirche zu Northeim, von 1981 bis 1993 an der St. Severini-Kirche zu Hamburg-Kirchwerder, bevor er 1993 zum Hauptpastor an St. Nikolai am Klosterstern zu Hamburg gewählt wurde. 2007 trat er in den Ruhestand und legte das Schwergewicht seiner Forschung auf die Regionalkirchengeschichte Norddeutschlands, speziell Johannes Bugenhagen.
2013 wurde er Mitglied der Europäischen Akademie der Wissenschaften und Künste in Salzburg.

## Andere Ämter und Tätigkeiten
- seit 1974: Prüfer in verschiedenen theologischen Examina
- 1975: Beauftragter des Kirchenkreises Northeim für Fragen des Religionsunterrichts und des Konfirmandenunterrichts
- 1981: Lehrbeauftragter für Altes Testament an der Theologischen Akademie Celle
- seit 1991: Lehrbeauftragter für Altes Testament im Fachbereich Evangelische Theologie der Universität Hamburg
- 1993: Mitglied der Synode der Nordelbischen Ev.-Luth. Kirche
- 1993: Geschäftsführer der Hamburger Seniorenakademie an der Hauptkirche St. Nikolai
- 1994: Initiator des Projekts „Die Hamburger Kinderbischöfe“
- 2012: Lehrbeauftragter für Altes Testament an der Evangelische Hochschule für Soziale Arbeit & Diakonie in Hamburg
- Forschungsprojekte: Die Geschichte der Kinderbischöfe; Der dreifache Ausgang des Alten Testaments in Judentum, Christentum und Islam; Das Verhältnis der Hauptpastoren von St. Nikolai zu Altem Testament und Judentum; Rudolf Agricola

## Werke in Auswahl
- Der klagende Gerichtsprophet. Stuttgart 1982.
- Autorität im Umbruch. Stuttgart 1983.
- Der Kasualgottesdienst: Zwischen Übergangsritus und Amtshandlung. Stuttgart 1985.
- Exodus 11,1-13,16 und die Bedeutung der Trägergruppen für das Verständnis des Passa. Göttingen 1996.
- Calwer Bibelkunde, Stuttgart 2008.
- „Ihr habt gehört, dass zu den Alten gesagt ist“ Plädoyer für eine „listener response theory“ am Beispiel der Rezeptionsgeschichte von Am 7,10-17 und 1. Könige 13. Neukirchen-Vluyn 2003.
- Das "Großreich" Davids und die Rolle der Frauen. Eine Untersuchung zur Erzählung von der Thronnachfolge Davids und ihrer Trägerinnengruppe. Neukirchen-Vluyn 2007.
- Das Porträt eines Reformators: Der Leipziger Theologe Christoph Ering und das vermeintliche Bugenhagenbild Lucas Cranachs d. Ä. aus dem Jahre 1532. Vestigia Bibliae 31, Bern/Berlin/Bruxelles/Frankfurt am Main/New York/Oxford/Wien 2011, ISBN 978-3-0343-0683-6.
- Das Album Reformatorum Cygnaeum (1542/1543) in der Prachtbibel des Zwickauer Bürgermeisters Oswald Lasan, Stuttgart 2013.
- Mit der Bibel am Ohr. Predigten eines Hamburger Hauptpastors, Saarbrücken 2014.
- Getrenntes zusammenbringen. Blicke auf das Alte Testament und das Judentum. Arbeiten zur Kirchengeschichte Hamburgs 28. Hamburg 2018.